# Kirby Star Allies
Kirby Star Allies (星のカービィ スターアライズ, Hoshi no Kābi Sutā Araizu) est un jeu vidéo de plates-formes développé par HAL Laboratory et édité par Nintendo, sorti le 16 mars 2018 sur Nintendo Switch.

## Trame
Sur la station spatiale Jambandra, loin de la planète Popstar, maison de Kirby, un obscur cœur de cristal explose en raison d'une imperfection dans un rituel mystérieux, envoyant ses nombreux fragments, les cœurs Jamba, se précipiter dans l'espace profond. De nombreux personnages, dont le roi Dadidou et Meta Knight, sont possédés alors qu'ils enquêtent sur les cœurs sombres qui atterrissent sur Popstar. Un cœur rose frappe Kirby, mais lui donne à la place la possibilité de se lier d'amitié avec ses ennemis en lançant des cœurs. Kirby remarque de nombreux Waddle Dees apportant de la nourriture au château Dedede et décide d'enquêter. Après que Kirby ait vaincu Meta Knight et le roi Dadidou et les ait libérés de l'influence du Jamba Heart, une grande forteresse connue sous le nom de Jambastion atterrit sur Popstar. Après avoir vaincu respectivement trois généraux de la glace, du feu et de l'électricité, Francisca, Flamberge et Zan Pertuizanne, Kirby et ses amis s'envolent vers les confins de l'espace.

## Système de jeu
Il s'agit d'un jeu de plates-formes à défilement horizontal disposant d'un rendu 3D. Le personnage principal est Kirby, une boule rose qui aspire ses ennemis pour obtenir leur pouvoir. Kirby Star Allies comprend certains pouvoirs inédits, comme le pouvoir Artiste ou le pouvoir Araignée. Kirby peut s'allier avec un maximum de trois ennemis, après leur avoir jeté des cœurs. Ces personnages peuvent être contrôlés par l'ordinateur ou par d'autres joueurs en co-op. Les membres de l'équipe peuvent combiner leurs différents pouvoirs au cours d'attaques spéciales,.

## Développement
Le jeu est annoncé à l'E3 2017, et plus d'informations sont dévoilées dans le Nintendo Direct du 14 septembre 2017. La date de sortie du jeu est dévoilée lors du Nintendo Direct Mini du 11 janvier 2018.

## Accueil

### Critique
Kirby Star Allies est plutôt bien accueilli par la critique, avec une moyenne de 74/100 sur Metacritic.

### Ventes
En avril 2018, Nintendo annonce 1,26 million de ventes.
Au 30 septembre 2018, Nintendo annonce que le jeu s'est écoulé à 2,10 millions d'unités.